# 賴髙英雄
賴髙 英雄（頼高 英雄、よりたか ひでお、1963年（昭和38年）10月10日 - ）は、日本の政治家。埼玉県蕨市長（5期）。元蕨市議会議員（3期）。

## 来歴
埼玉県蕨市出身。父親は蕨市議会議員を7期務めた頼高久雄。埼玉県立浦和西高等学校、埼玉大学教養学部卒業。
1991年、蕨市議会議員選挙に日本共産党公認で出馬し、初当選を果たした。
1999年・2003年に蕨市長選挙に出馬するが、いずれの選挙でも現職の田中啓一市長に敗れ、落選した。
2007年、日本共産党の党籍を残したまま無所属で蕨市長選挙に出馬し、田中前市長の後継候補である庄野拓也（自民党・公明党推薦）を破り、当選した
2011年、前市議の三輪一栄（自民党・公明党推薦）を下し、再選。
2015年、自民党が候補者擁立を見送り、無投票で3選。
2019年6月2日の選挙では、自民党推薦候補の元新聞記者を破り、4選。
2023年6月4日の選挙では、元自民党県議会議員の新人候補を破り、5選。

## 市政
- 初登庁後の会見において、蕨駅西口の再開発をめぐっては「現実的に再開発がここまで進んでいるので、進めざるをえないかも知れない。それによって第2・第3工区も違ってくる」と述べ、見直しの方向性に含みを持たせた。なお選挙戦では、第1工区についても「計画の大幅な見直しや中止」を公約に掲げていたが、2007年9月に市議会で「計画の大幅な見直しや中止は断念せざるを得ない」と表明し、選挙公約を事実上撤回した。
- 2020年11月26日、新型コロナウイルス対策の財源に充てるため、自身の2021年1月から3月までの月額給与を20％減額する条例案を市議会定例会に提出した。副市長と教育長については10％減額する。12月16日、同条例案は可決された[7]。

## 人物
- 蕨市議時代は日本共産党公認で当選し、日本共産党会派に所属していたが、市長選出馬に際しては党籍を残したまま、市民団体「フレッシュみんなの会」が支援する形式を取って無所属で出馬した。